# Haliaeetus leucocephalus

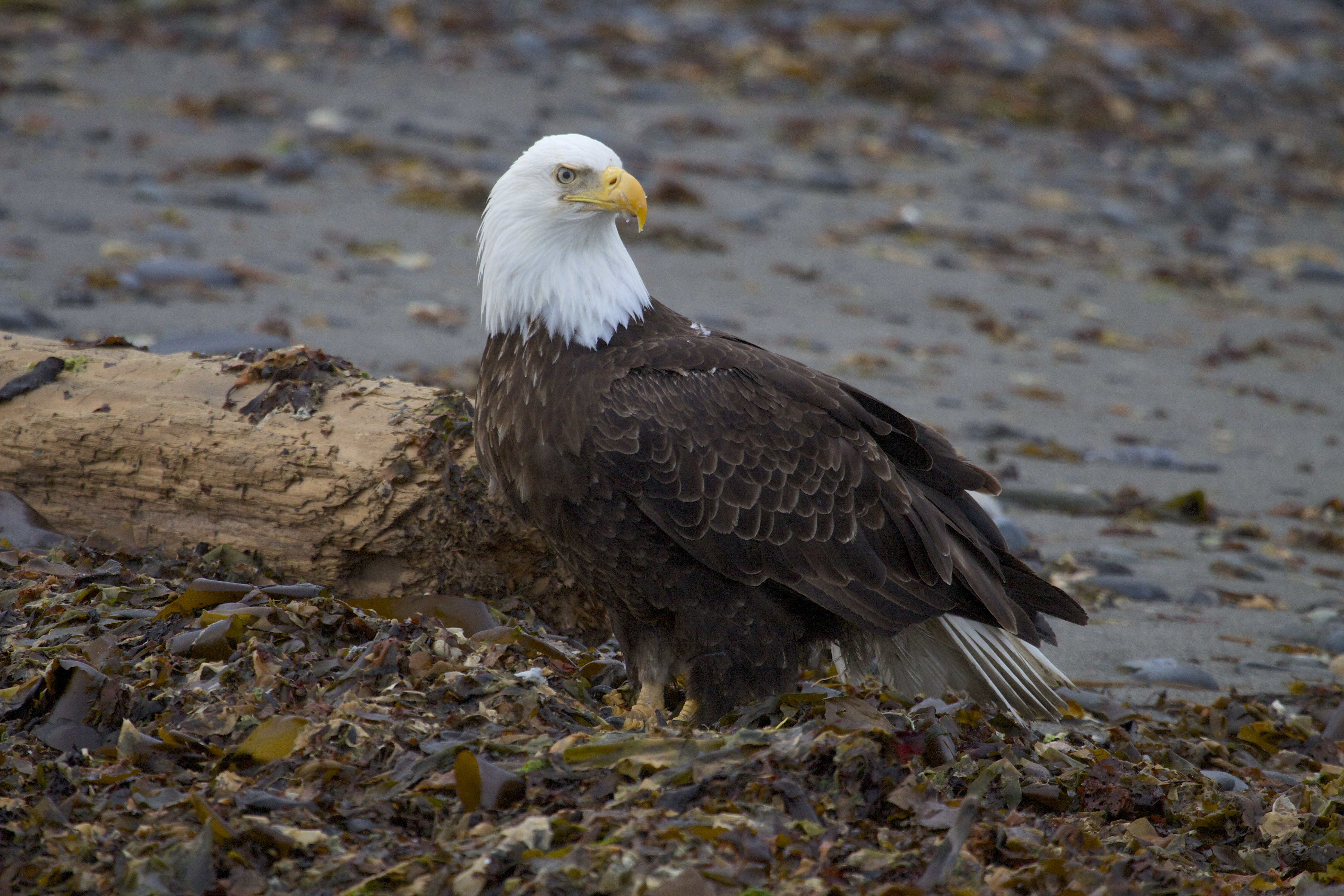
Espécimen en Homer (Alaska)

El pigargo americano (Haliaeetus leucocephalus), también conocido como águila americana, águila calva, águila de cabeza blanca, pigargo de cabeza blanca  es un ave rapaz accipitriforme de la familia Accipitridae, que habita en América del Norte, del sur de Canadá a Baja California Sur y Sonora en México. Se conocen varias subespecies.
Es un águila grande de color marrón oscuro con la cola y la cabeza blancas. Subsiste principalmente de los peces, sobre los que se abalanza y arrebata del agua con sus garras. Esta especie construye nidos más grandes que cualquier otra especie y sus nidos pueden llegar a medir 4 m de profundidad, 2,5 m de ancho y pueden llegar a pesar una tonelada métrica.[cita requerida]
El pigargo americano es el símbolo nacional de los Estados Unidos e incluso figura en el Escudo Nacional de este país. Está en peligro de extinción (P) en México por la NOM-059-SEMARNAT-2010, pero clasificada como de preocupación menor (LC) por la lista roja de la IUCN.
Esta ave estuvo a punto de extinguirse en Estados Unidos a finales del siglo XX, pero su población se ha estabilizado y va en camino de ser retirada de la lista de especies en peligro del Gobierno federal de los Estados Unidos.

## Taxonomía
El pigargo americano pertenece al género Haliaeetus (pigargos) y  a la familia de los accipítridos. El nombre de esta ave en inglés proviene de su uso anterior que significa "blanco" en lugar de "sin pelo" haciendo referencia a su característica cabeza blanca, sus plumas en la cola y su contraste con el resto de su cuerpo de color más oscuro. El nombre del género está en Neolatín (en griego antiguo: ἁλιάετος, romanizado: haliaetos, lit. 'águila de mar') y su nombre específico, leucocephalus, está latinizado (en griego antiguo: λευκός, romanizado: leukos, lit. 'blanco' y (κεφαλή, kephalḗ, 'cabeza'). El águila calva fue una de las especies originalmente descritas por Linneo en su trabajo Systema Naturae, bajo el nombre de Falco leucocephalus.
Existen dos subespecies del pigargo americano:
- H. l. leucocephalus (Linnaeus, 1766). Se encuentra en el sur de Estados unidos y en la Península de Baja California.
- H. l. washingtoniensis (Audubon, 1827), sinónimo H. l. alascanus. Es más grande que H. I. leucocephalus. Se encuentra en Estados Unidos, Alaska y Canadá.

El pigargo americano forma un complejo de especies con el pigargo europeo. Este complejo de especies consiste una especie de cabeza blanca y una de cabeza canela de aproximadamente el mismo tamaño. Ambas especies cumplen con el mismo nicho en sus respectivos hábitats. El pigargo europeo se separó de otras águilas marinas a principios del Mioceno temprano a más tardar, pero posiblemente ya en el Oligoceno medio si el registro fósil más antiguo se asignó correctamente a este género.

## Descripciones y sistemática

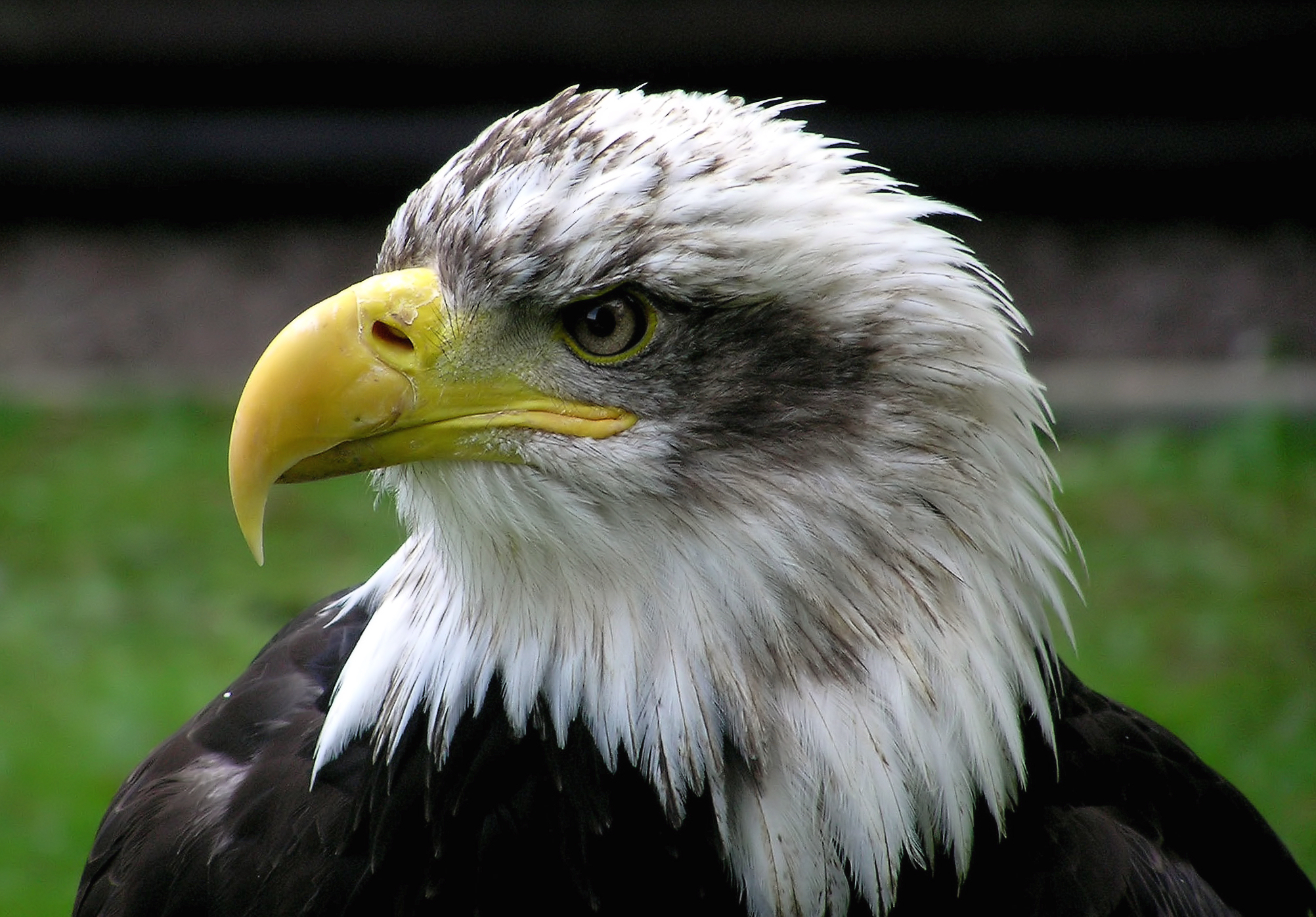
Pigargo americano

El plumaje de un pigargo americano adulto es uniformemente marrón oscuro con una cabeza y cola blancas. La cola es moderadamente larga y ligeramente en forma de cuña. Los machos y las hembras son idénticos en la coloración del plumaje, pero se evidencia dimorfismo sexual en la especie, ya que las hembras son un 25% más grandes que los machos. El pico, las patas y los iris son de color amarillo brillante. Las patas no tienen plumas y los dedos son cortos y poderosos con grandes garras. La garra altamente desarrollada del dedo trasero se utiliza para perforar las áreas vitales de la presa mientras se la mantiene inmóvil con los dedos delanteros. El pico es grande y curvado, con una masa de cera amarilla. El águila calva adulta es inconfundible en su área de distribución natural. El águila pescadora africana estrechamente relacionada (Haliaeetus vocifer) (fuera del rango del pigargo americano) también tiene un cuerpo marrón (aunque de tono rojizo) y una cabeza y cola blancas, pero difiere del águila calva al tener un pecho blanco y la punta del pico negro.
Los ejemplares inmaduros tienen plumaje pardo bataraz; la cabeza distintiva blanca y su cuerpo desarrollado surge de dos a tres años más tarde, antes de la madurez sexual. 
Esta especie se distingue del águila real (Aquila chrysaetos) por la cabeza parda de aquella y sus últimas plumas, que se extienden más abajo de sus patas.
Los especímenes más pequeños son los de Florida. Un adulto macho pesa 2,3 kg y tiene una envergadura de 1,8 m. Los más grandes son los de Alaska; las hembras pueden exceder los 7 kg y tener una envergadura de aproximadamente 2,5 m.

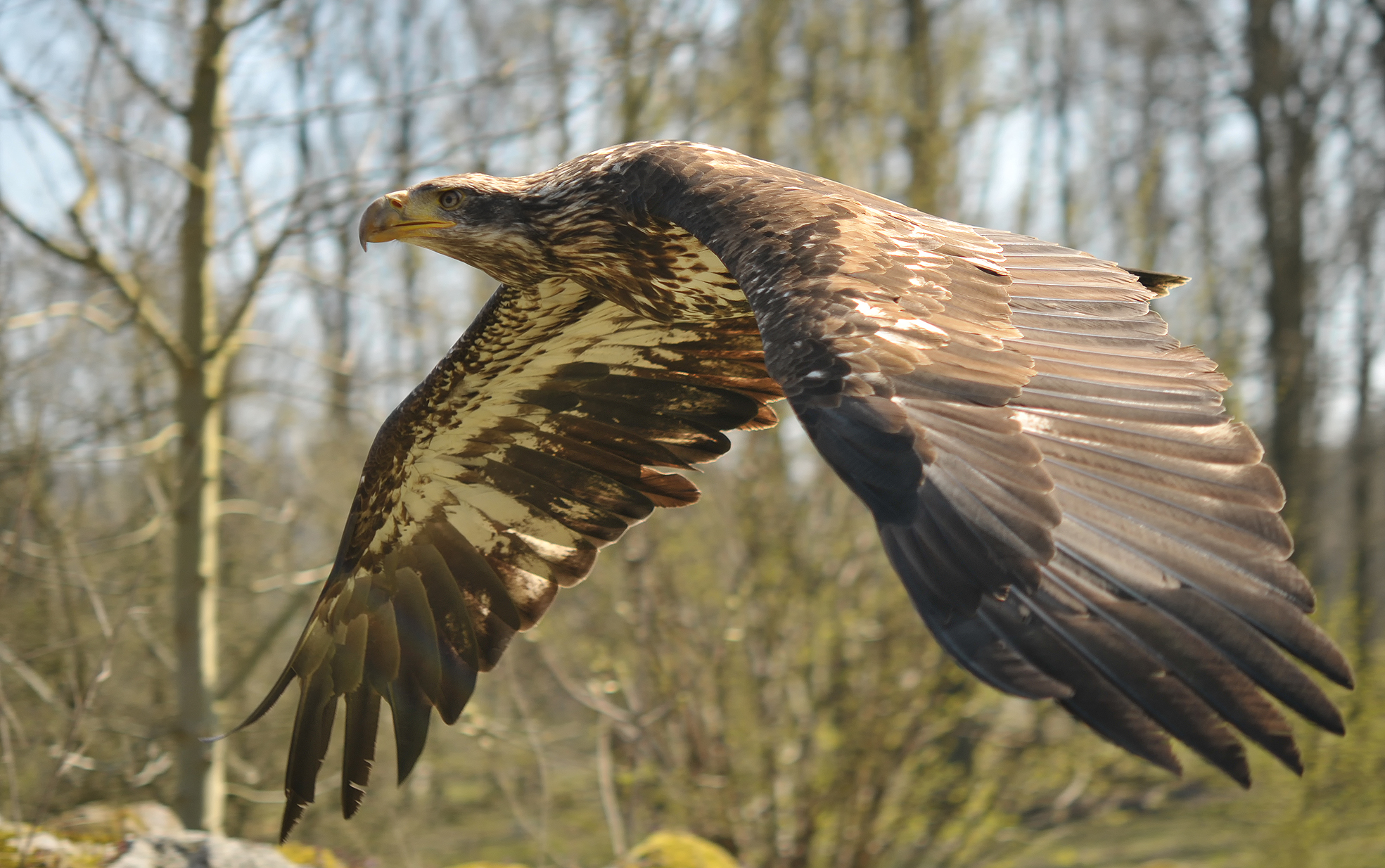
Ejemplar juvenil

Las águilas norteñas son de la subespecie washingtoniensis y las sureñas leucocephalus. Están separadas aproximadamente en la latitud 38° N, o latitud de San Francisco; las norteñas bajan un poco más al sur en la costa del Atlántico, viéndoselas en cabo Hatteras. El espécimen tipo de Audubon del águila de Washington fue nombrado así en honor de George Washington. Las águilas que parecen excepcionalmente grandes como las de Alaska hicieron proponer como subespecie alascanus o alascensis, pero la variación es clinal y sigue la Regla de Bergmann. 
El pigargo cabeciblanco forma una especie par con el pigargo europeo (Haliaeetus albicilla). Se produjo la divergencia entre ellas al comienzo del Mioceno Temprano (ca. diez millones de años al menos —si los más viejos registros fósiles están correctamente asignados al género— (Wink et al. 1996).
El pigargo cabeciblanco es un poderoso volador y utiliza al máximo las corrientes termales (convectivas).
En estado salvaje su longevidad oscila entre los veinte y los treinta años, pero tiene capacidad de llegar aproximadamente a los cincuenta. En cautiverio viven más tiempo aún, hasta los sesenta años.

## Distribución

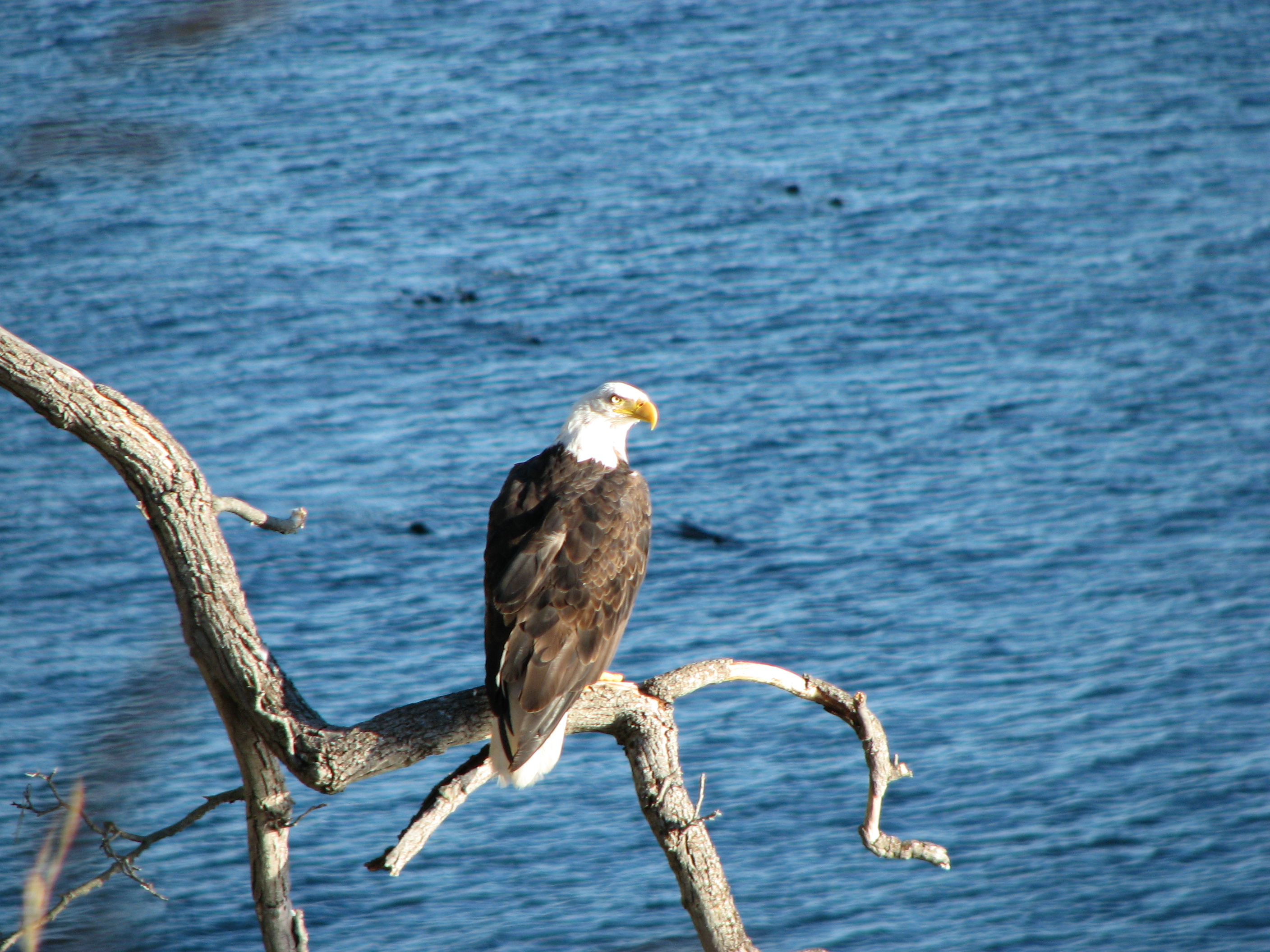
Pigargo americano posado en la rama de un árbol junto al mar

El área de distribución natural del águila calva cubre la mayor parte de América del Norte, desde México hasta el sur de Canadá y Alaska, englobando los Estados Unidos continentales y la isla de Puerto Rico. El ave puede vivir en una gran variedad de entornos naturales, desde los pantanos de Luisiana hasta el desierto de Sonora o los bosques de Quebec y Nueva Inglaterra. Los que están en el norte del continente americano emigran, mientras que otros permanecen todo el año. Han sido avistados y cazados por error algunos ejemplares en Irlanda, apareciendo allí debido al fenómeno del vagabundeo biológico.

## Costumbres

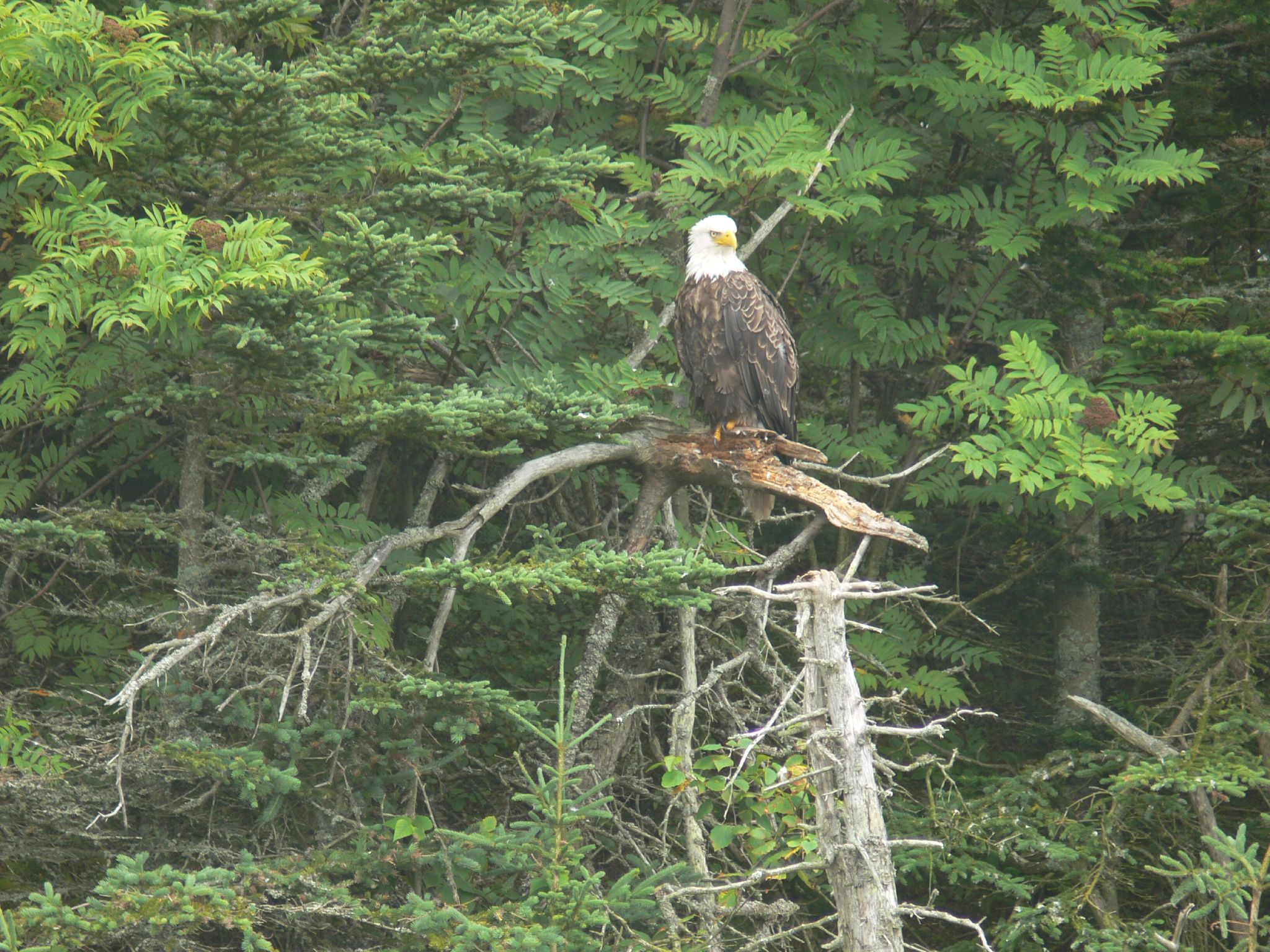

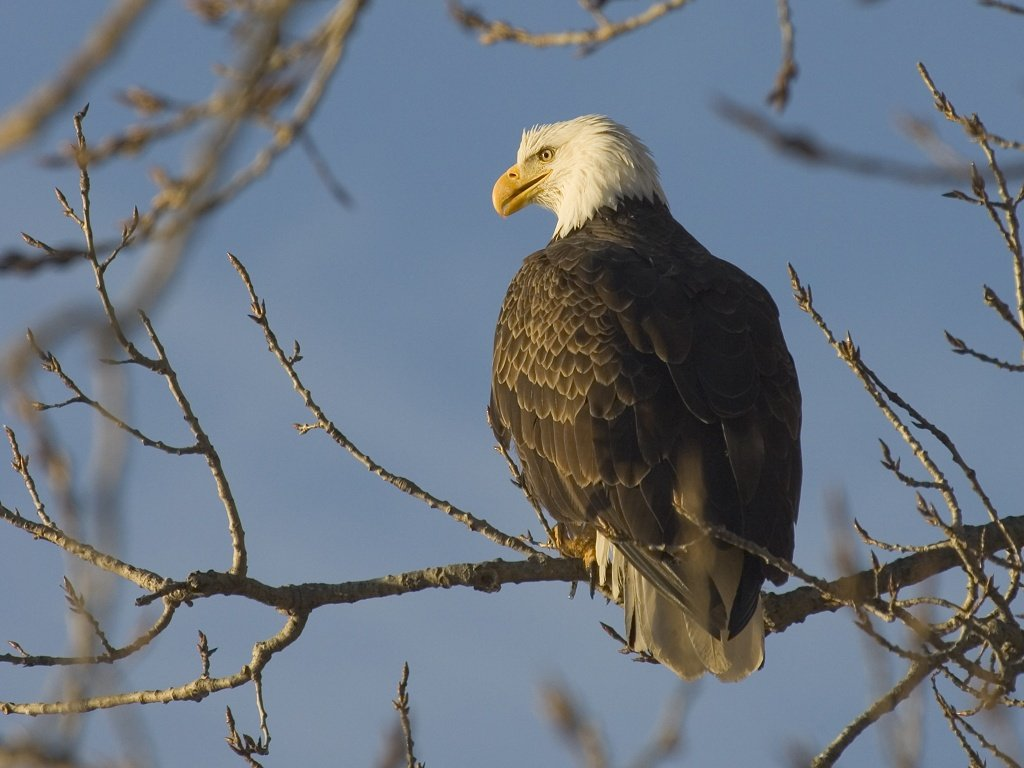

Las águilas de cabeza blanca pasan mucho tiempo posadas e inmóviles, aparentemente indiferentes al mundo, pero registrando los menores movimientos que se producen. Generalmente son aves solitarias; sin embargo, pueden concentrarse en gran número donde hay alguna fuente de alimento. 

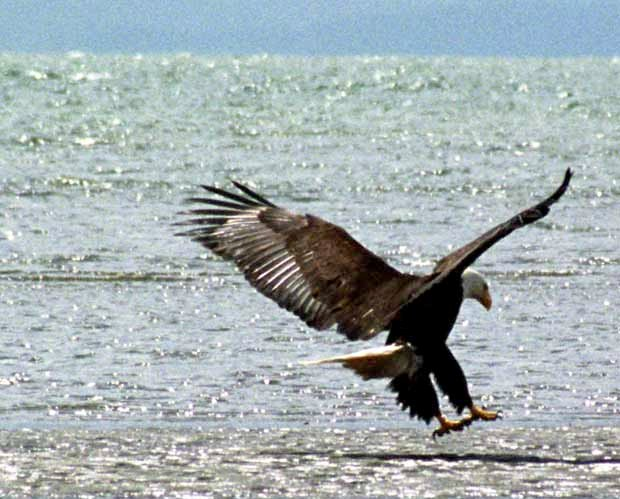
Águila calva al acecho

Son águilas que pescan habitualmente, aunque también cazan conejos, ardillas, otros mamíferos y aves. El águila de cabeza blanca, desde un punto adecuado, vigila el cazadero del águila pescadora esperando la aparición de esta y de la presa. Al darse cuenta de la persecución el águila pescadora intenta escapar, pero el águila de cabeza blanca, que no lleva peso, la alcanza y hostiga hasta que esta se ve obligada a soltar el pez y huir.

## Alimentación

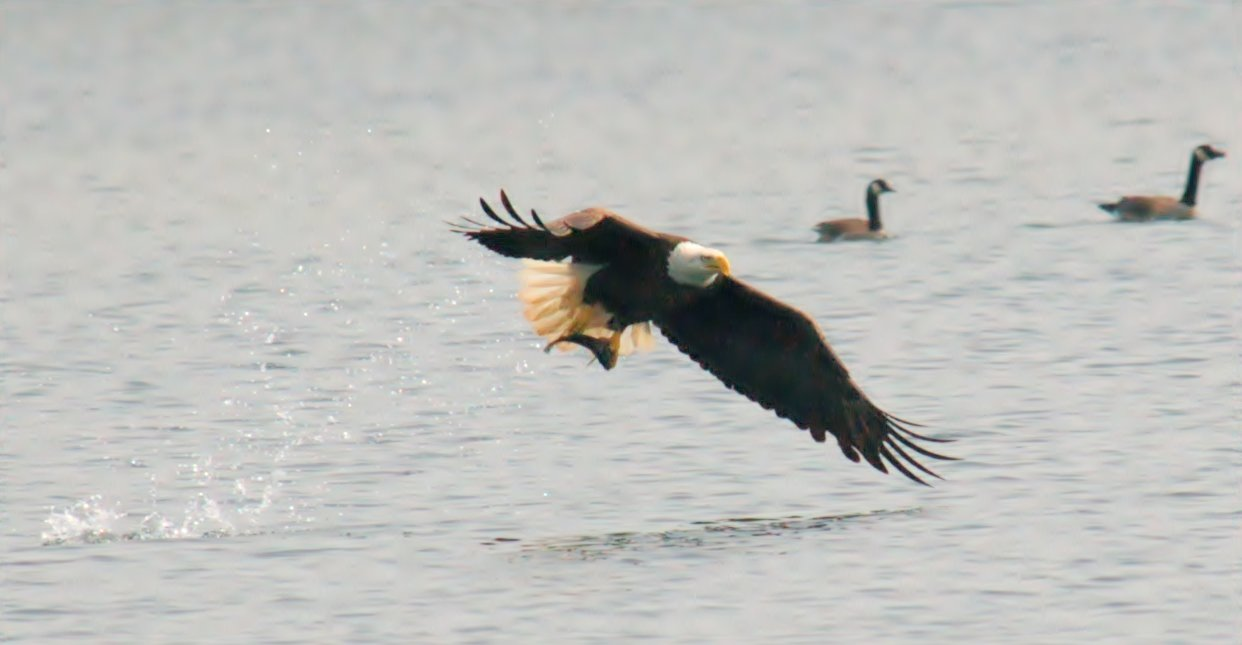
Águila calva pescando

La dieta del pigargo americano es oportunista y variada, aunque se alimentan principalmente de peces. En la costa noroeste del Pacífico, la trucha y el salmón constituyen la mayor parte de su alimentación. A nivel local, sin embargo, el régimen puede diferir sustancialmente del patrón general. En algunas situaciones, sobre todo en invierno, puede comer carroña de ballenas y focas. En la pesca, ya que no entra en el agua como el águila pescadora, mira los peces muertos o moribundos en la superficie del agua. Captura anguilas y peces voladores mediante sus poderosas garras. El águila calva es capaz de nadar si se siente amenazada o en peligro de ahogarse.

## Longevidad y mortalidad
La esperanza de vida promedio de los pigargos americanos en la naturaleza es de alrededor de veinte años, y la más antigua confirmada tiene treinta y ocho años. En cautiverio, a menudo viven algo más. En un caso, una especie cautiva en Nueva York vivió durante casi cincuenta años. Al igual que con el tamaño, el promedio de vida de una población de águilas parece estar influenciado por su ubicación y acceso a sus presas. Como ya no sufren una persecución intensa, la mortalidad de los adultos es bastante baja. En un estudio de águilas de Florida, se informó que las águilas calvas adultas tenían una tasa de supervivencia anual del 100 %. En Prince William Sound en Alaska, los adultos tuvieron una tasa de supervivencia anual del 88 % incluso después de que el derrame de petróleo del Exxon Valdez afectó negativamente a las águilas de la zona.

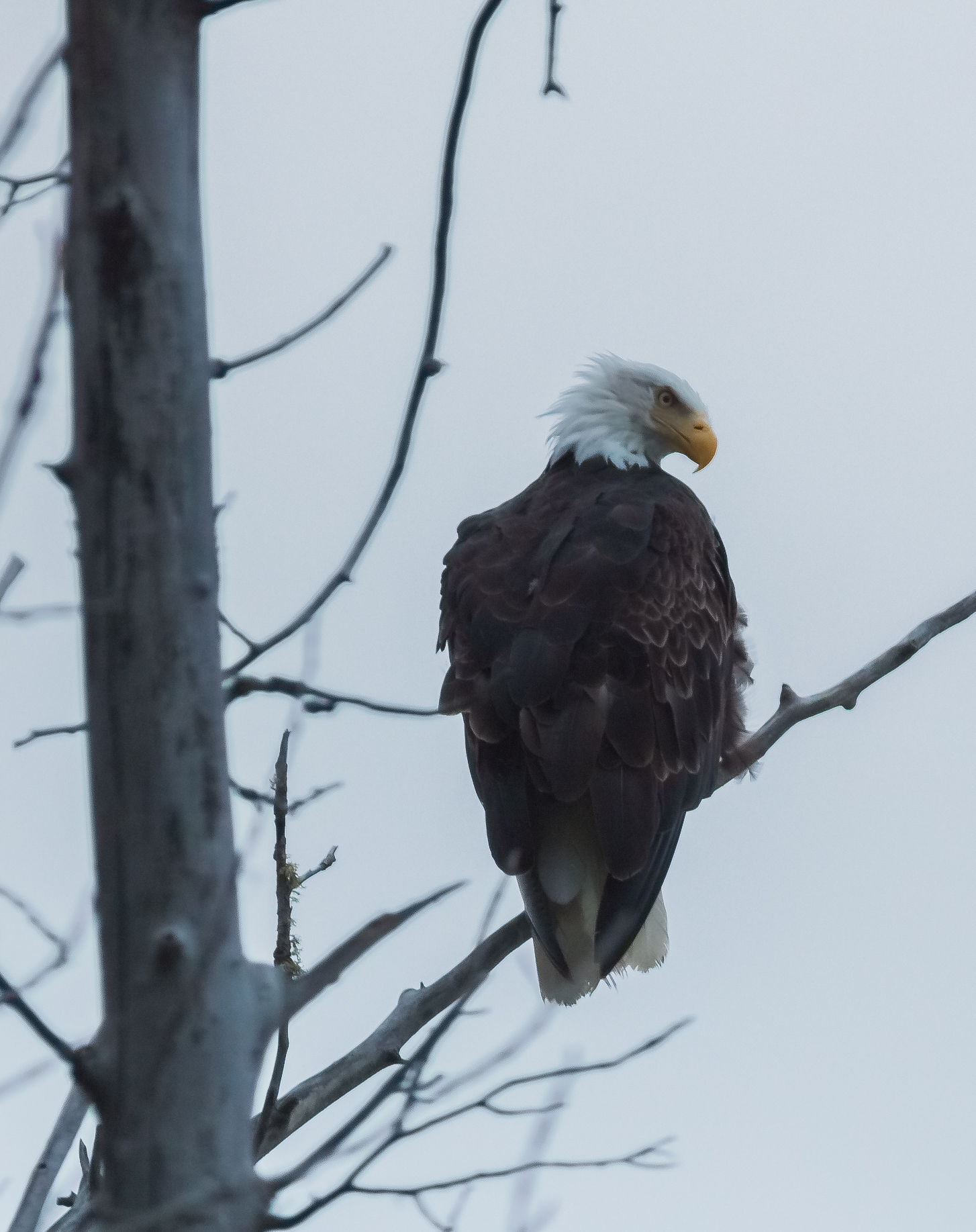
Un águila calva en Alaska, 25-08-2017

De 1428 especies de todo el rango a los que el Centro Nacional de Salud para la Vida Silvestre realizó la necropsia entre 1963 y 1984, 329 (23 %) águilas murieron por traumatismos, principalmente por impacto con cables y vehículos; 309 (22 %) murieron por arma de fuego; 158 (11 %) murieron por intoxicación; 130 (9 %) murieron por electrocución; 68 (5 %) murieron por atrapamiento; 110 (8 %) por emaciación; y 31 (2 %) por enfermedad; la causa de la muerte fue indeterminada en 293 (20 %) de los casos. En este estudio, el 68 % de la mortalidad fue causada por humanos. En la actualidad,[¿cuándo?] se cree que la caza del águila se ha reducido considerablemente debido al estado de protección de la especie. En un caso, un águila adulta que investigaba un nido de halcón peregrino en busca de presas sufrió una conmoción cerebral de un padre peregrino que descendía en picada, y finalmente murió días después a causa de ella. Un video de historia natural que muestra a un puma concolor emboscando y matando a un águila calva joven que se alimenta de un cadáver de conejo se puede ver en internet.
Alrededor del 50 % de las águilas sobreviven su primer año. Sin embargo, en el área de la Bahía de Chesapeake, el 100 % de treinta y nueve polluelos marcados con radio sobrevivieron hasta su primer año. 

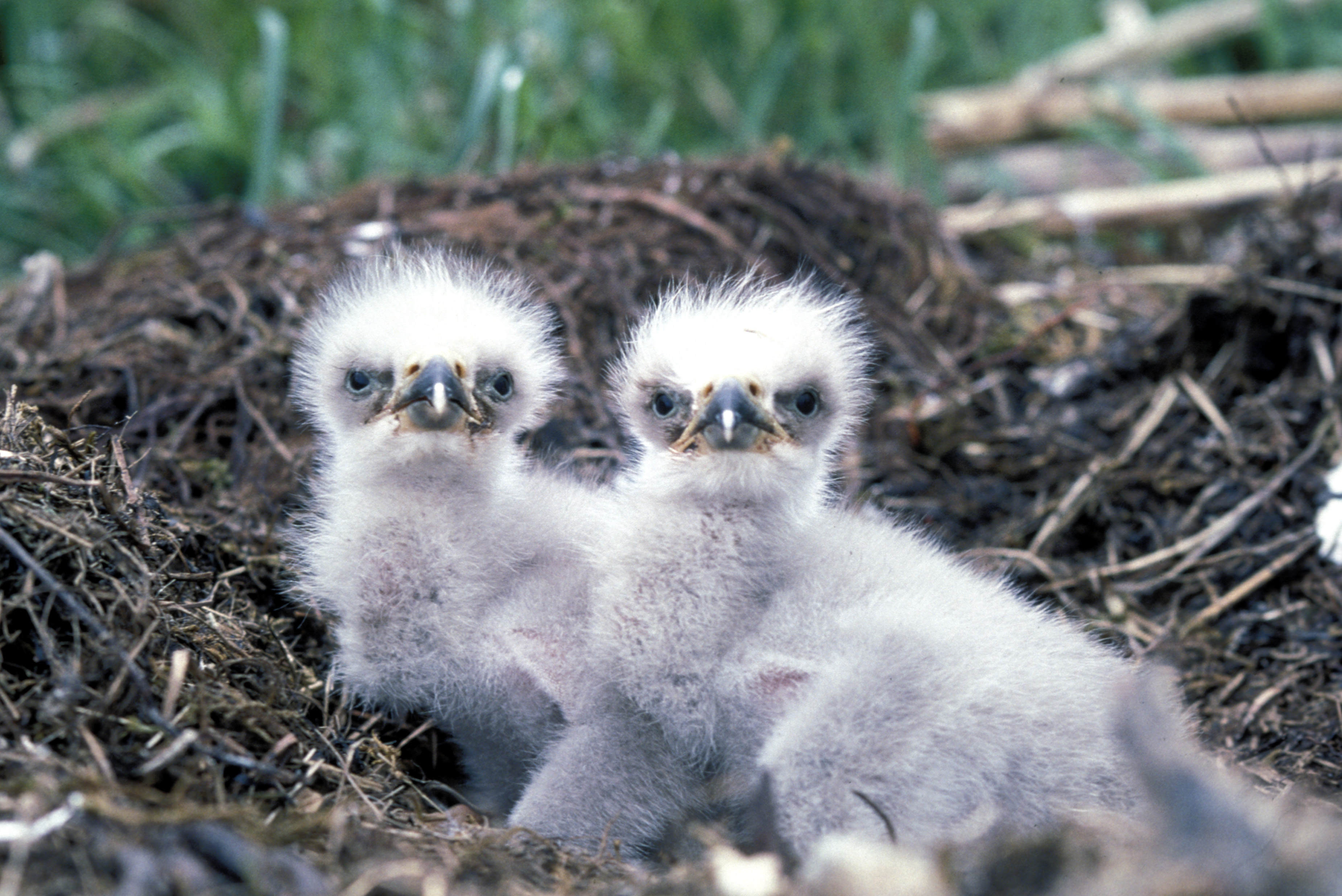
Polluelos de un águila calva

Ocasionalmente, las muertes de polluellos o huevos se deben al colapso de los nidos, el hambre, la agresión de los hermanos o las inclemencias del tiempo. Otra causa importante de mortalidad de huevos y polluelos es la depredación. Se ha verificado que éstos son presas de: gaviotas, córvidos (incluidos cuervos y urracas), glotones (Gulo gulo), pescadores (Martes pennanti), halcones de cola roja, búhos, linces (Lynx rufus), osos negros americanos (Ursus americanus) y mapaches. Si el acceso a los alimentos es bajo, la asistencia de los padres al nido puede ser menor porque ambos padres pueden tener que buscar comida, lo que resulta en una menor protección. Los pichones suelen estar exentos de la depredación de los carnívoros terrestres que son pobres trepadores de árboles, pero los zorros árticos (Vulpes lagopus) ocasionalmente arrebataban a los polluelos de los nidos terrestres en la Isla Amchitka en Alaska antes de que fueran exterminados de la isla.

## Relación con humanos

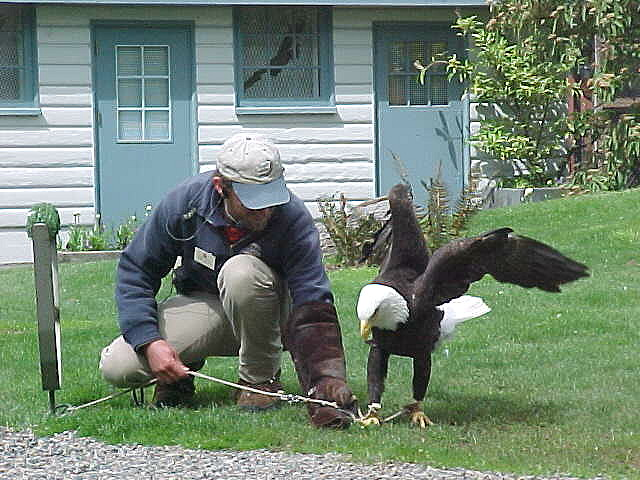
En un zoológico de Seattle.

La especie fue protegida por primera vez en los Estados Unidos y Canadá por el Tratado de Aves Migratorias de 1918, que luego se extendió a toda América del Norte. La Ley de Protección del Águila Calva y el Águila Real, aprobada por el Congreso de los Estados Unidos en 1940, protegió al águila calva y al águila real, prohibiendo la captura comercial y la matanza de las aves. El águila calva fue declarada una especie en peligro de extinción en los Estados Unidos en 1967, y las enmiendas a la ley de 1940 entre 1962 y 1972 restringieron aún más los usos comerciales y aumentaron las multas para los infractores. 

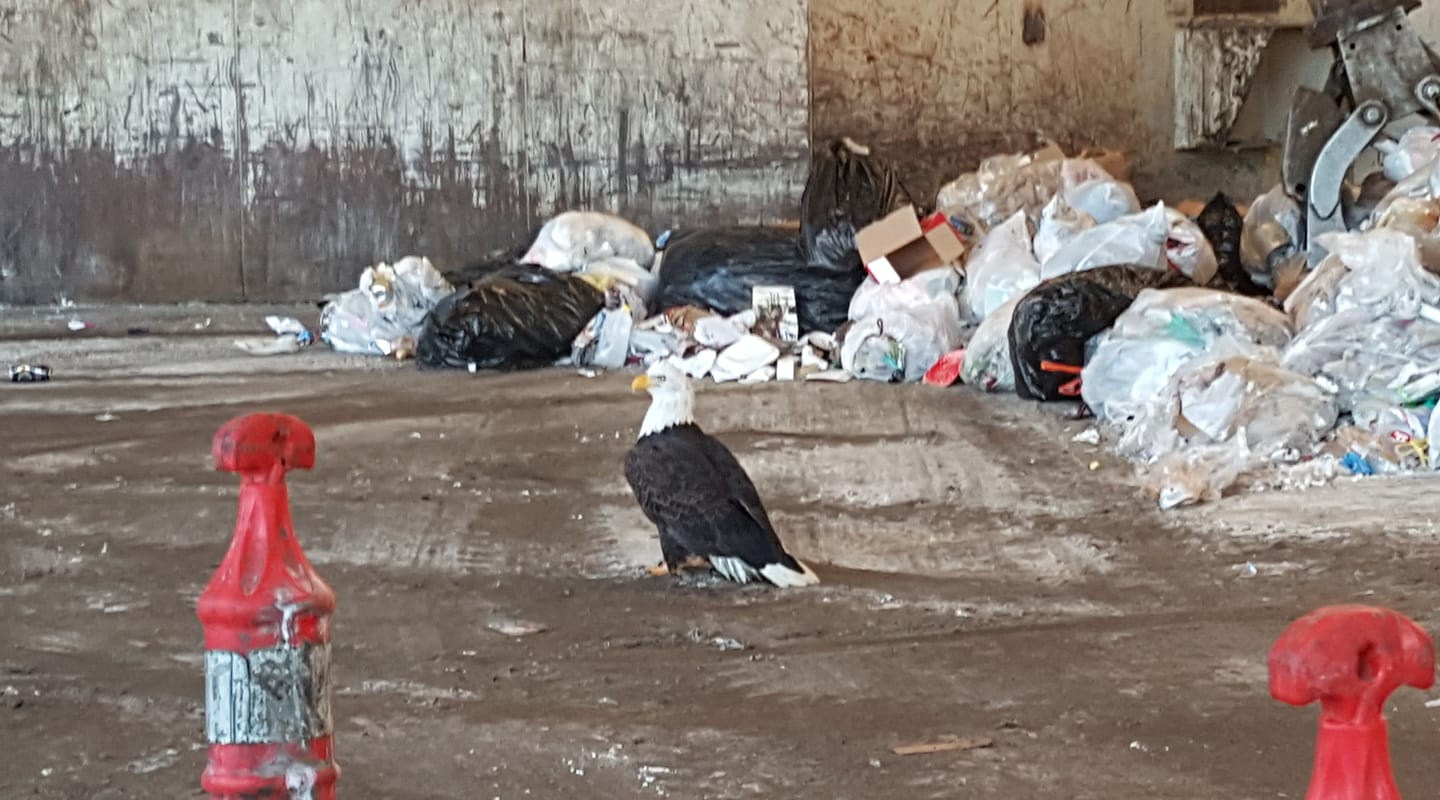
Dentro de una instalación de recolección y transferencia de desechos, en Homer (Alaska), Estados Unidos

Quizás lo más importante en la recuperación de la especie es que en 1972 se prohibió el uso del DDT en los Estados Unidos debido a que inhibía la reproducción de muchas aves. El DDT fue completamente prohibido en Canadá en 1989, aunque su uso había estado muy restringido desde finales de los años 70.
Con las regulaciones vigentes y la prohibición del DDT, la población de águilas se recuperó. El águila calva se puede encontrar en concentraciones crecientes en los Estados Unidos y Canadá, particularmente cerca de grandes masas de agua. A principios de la década de 1980, la población total estimada era de 100 000 individuos, con 110 000-115 000 en 1992; el estado de Estados Unidos. Con la población residente más grande es Alaska, con alrededor de 40 000-50 000, con la siguiente población más alta la provincia canadiense de Columbia Británica con 20 000-30 000 en 1992. Obtener un recuento preciso de la población de águilas calvas es extremadamente difícil. Los datos más recientes presentados por estados individuales fueron en 2006, cuando se notificaron 9789 parejas reproductoras. Durante algún tiempo, la población de cría de águilas calvas en los 48 estados más bajos se encontraba en Florida, donde más de mil parejas se han mantenido mientras que las poblaciones en otros estados se redujeron significativamente por el uso de DDT. Hoy en día, el estado contiguo con el mayor número de parejas reproductoras de águilas es Minnesota con un estimado de 1312 parejas, superando el recuento más reciente de Florida de 1166 parejas. 23, o casi la mitad, de los 48 estados contiguos ahora tienen al menos 100 parejas reproductoras de águilas calvas. En el estado de Washington D. C., solo había 105 nidos ocupados en 1980. Ese número aumentó en aproximadamente 30 por año, de modo que en 2005 había 840 nidos ocupados. 2005 fue el último año en que con las regulaciones vigentes y la prohibición del DDT, la población de águilas se recuperó y también fue el último año en que el  Servicio de Pesca y Vida Silvestre de los Estados Unidos contó los nidos ocupados. Es posible que el aumento de la población en Washington se vea limitado por la disponibilidad de alimentos para fines del invierno.

## Reproducción

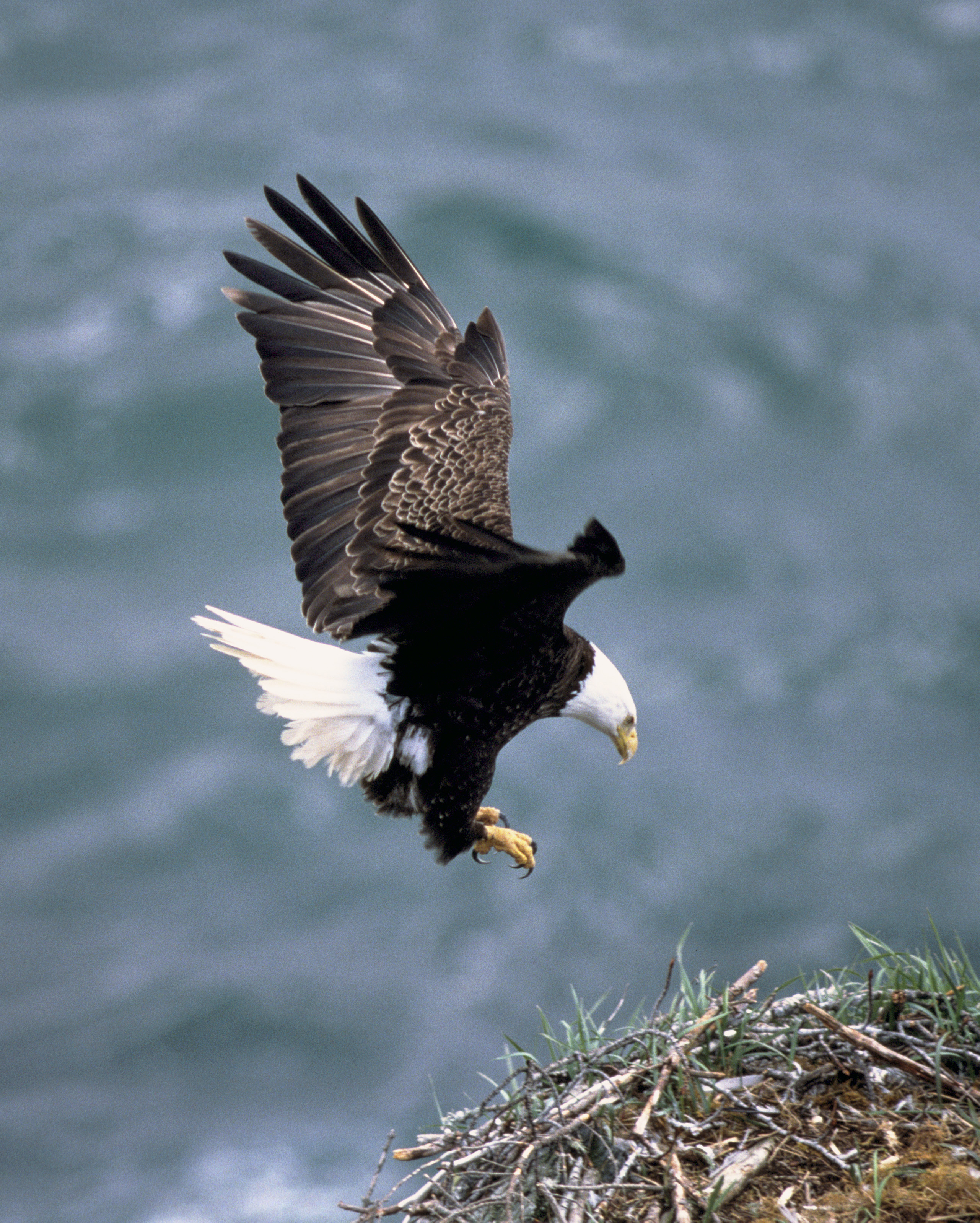
Entrando al nido

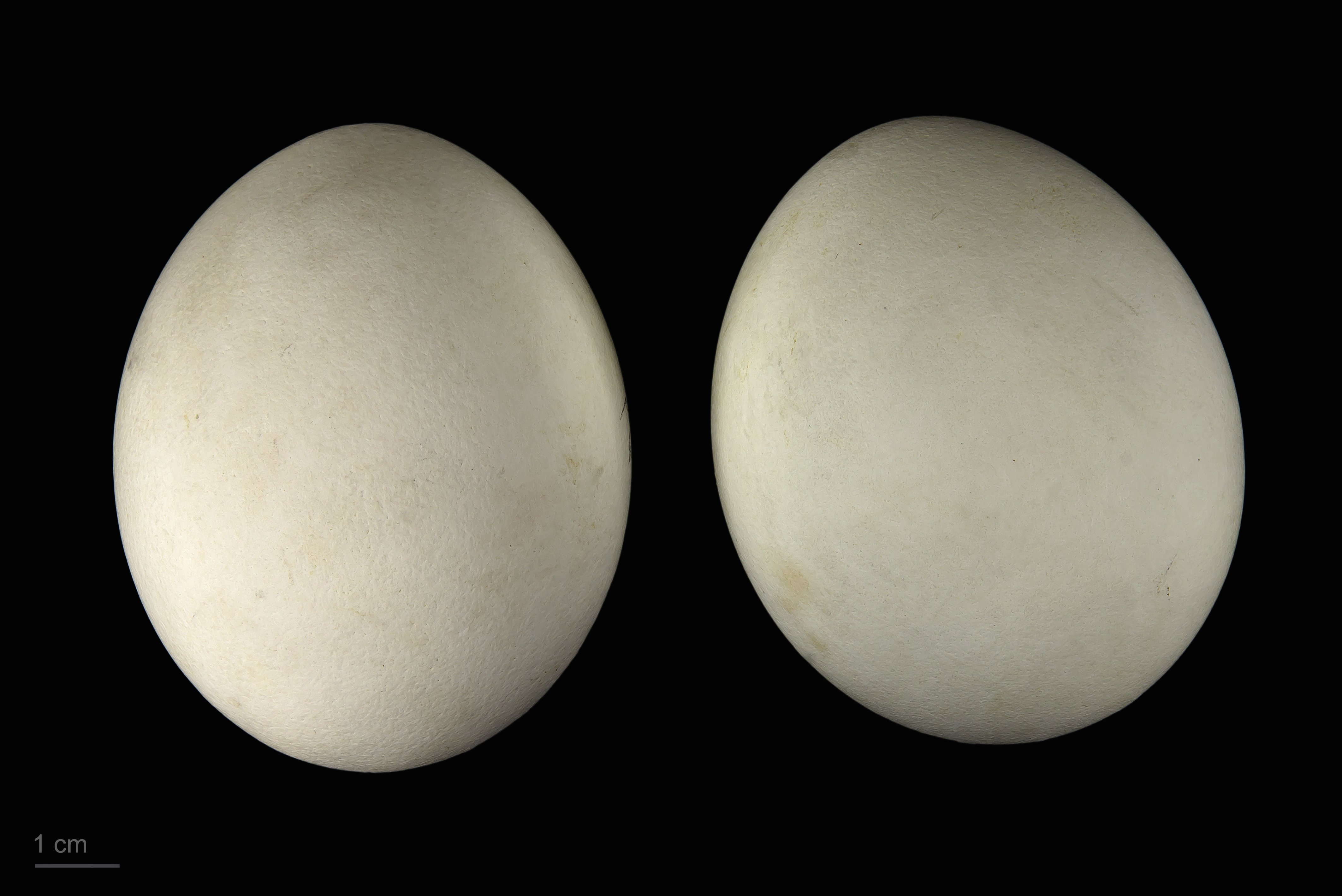
Haliaeetus leucocephalus - MHNT

El pigargo americano se puede reproducir desde la edad de cuatro años, pero con mayor frecuencia a partir de los cinco años, cuando regresa al lugar donde nació (el fenómeno de filopatría).
La época de reproducción se extiende de octubre a abril en el sur de la distribución de la especie, y de abril a agosto en el norte. Las parejas se reúnen cada año y llevan a cabo un cortejo espectacular. Ambos miembros son fieles el uno al otro durante toda su vida. Esta relación se termina cuando uno muere, o si la pareja no puede reproducirse.
Macho y hembra construyen el nido juntos, ya sea en el suelo, aferrándose a un precipicio o instalados en un arbusto o árbol, normalmente cerca de un cuerpo de agua. El águila calva construye el nido más grande de América del Norte: pueden alcanzar los 4 m de altura y los 2,5 m de ancho, pero la depresión central alcanza una docena de centímetros (el más grande registrado fue de unos tres metros de ancho y seis de alto, y pesaba más de dos toneladas).
La hembra pone generalmente dos huevos por año, a veces solo uno o hasta tres, rara vez cuatro. Los huevos, blanco opaco, son de un promedio de 5 a 7 cm. Pueden ser presa fácil de las gaviotas, cuervos, urracas, osos negros y mapaches. El período de incubación promedio es de treinta y cinco días. Tanto el macho como la hembra cuidan de sus polluelos y llevan a cabo la búsqueda de alimentos. Los polluelos abandonan el nido a la edad de diez a trece semanas.
A medida que los polluelos crecen, son cuidados solo durante el mal tiempo, y entonces uno de los padres permanece junto a ellos con las alas extendidas. Gradualmente aprenden a tomar su propio alimento y, en cuanto se desarrollan sus plumas, comienzan sus ejercicios de vuelo, batiendo sus alas e incluso volando unos metros. Finalmente los padres les inducen a volar libremente, recompensándolos con alimentos, pero todavía vuelven al nido hasta el fin de verano; entonces los padres los echan fuera.

## Historia

### Símbolo de las tribus americanas
El pigargo americano era sagrado en muchas culturas de los nativos americanos, que utilizaron sus plumas para tocados y hábitos religiosos. En general, las águilas eran consideradas los mensajeros espirituales entre los dioses y los seres humanos. En el powwow, varios bailarines llevaban gorros con las plumas de estas aves como marca de prestigio. Las plumas fueron utilizadas en ceremonias sagradas en la ornamentación de ropa de los apparat. Para los lakota, las plumas significaban un símbolo de honor a las personas que lograron una hazaña. Hoy en día, se pueden dar en el final de un título universitario.
Para los pawnee, estas aves eran símbolos de fertilidad debido a que sus nidos están dispuestos verticalmente y porque protegen a sus crías. Los kwakiutl esparcían sus plumas para dar la bienvenida a sus huéspedes. Entre las tribus de las Grandes Llanuras, durante la danza del Sol, silbaban a través de un hueso de águila. En los Estados Unidos, la ley especifica que solo los miembros de una tribu indígena reconocida por el gobierno federal puede obtener las plumas del águila calva, con fines espirituales y religiosos.

### Ave nacional de los Estados Unidos
El pigargo americano es el ave nacional de los Estados Unidos. Aparece en la mayoría de los escudos oficiales, entre ellos el del presidente de Estados Unidos. Fue elegido el 20 de junio de 1782 por el Congreso Continental y se representa con flechas y una rama de olivo en sus garras. 
Aunque no todos apoyaron este símbolo: en una carta Benjamin Franklin escribió a su hija en 1784 desde París, manifestando su disgusto con el comportamiento del águila calva.

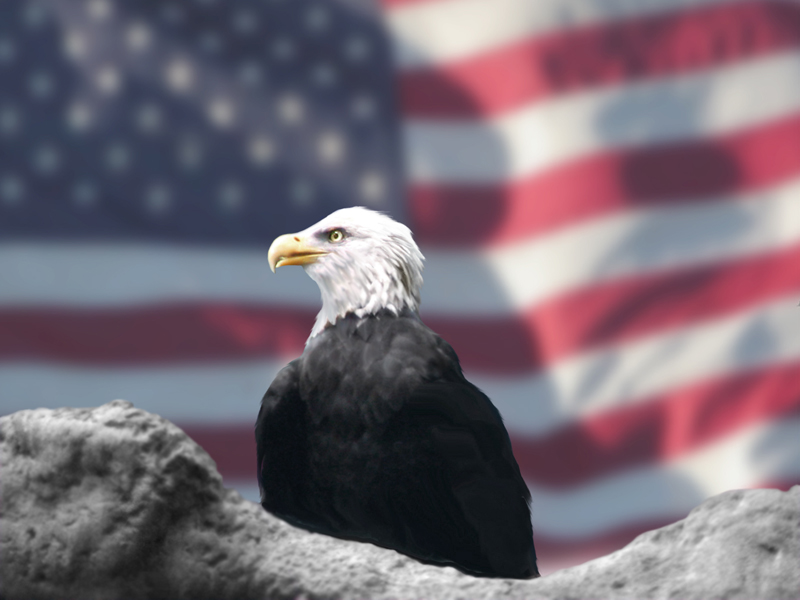
Águila calva con la bandera estadounidense
Escudo de Estados Unidos
Sello del Presidente de los Estados Unidos
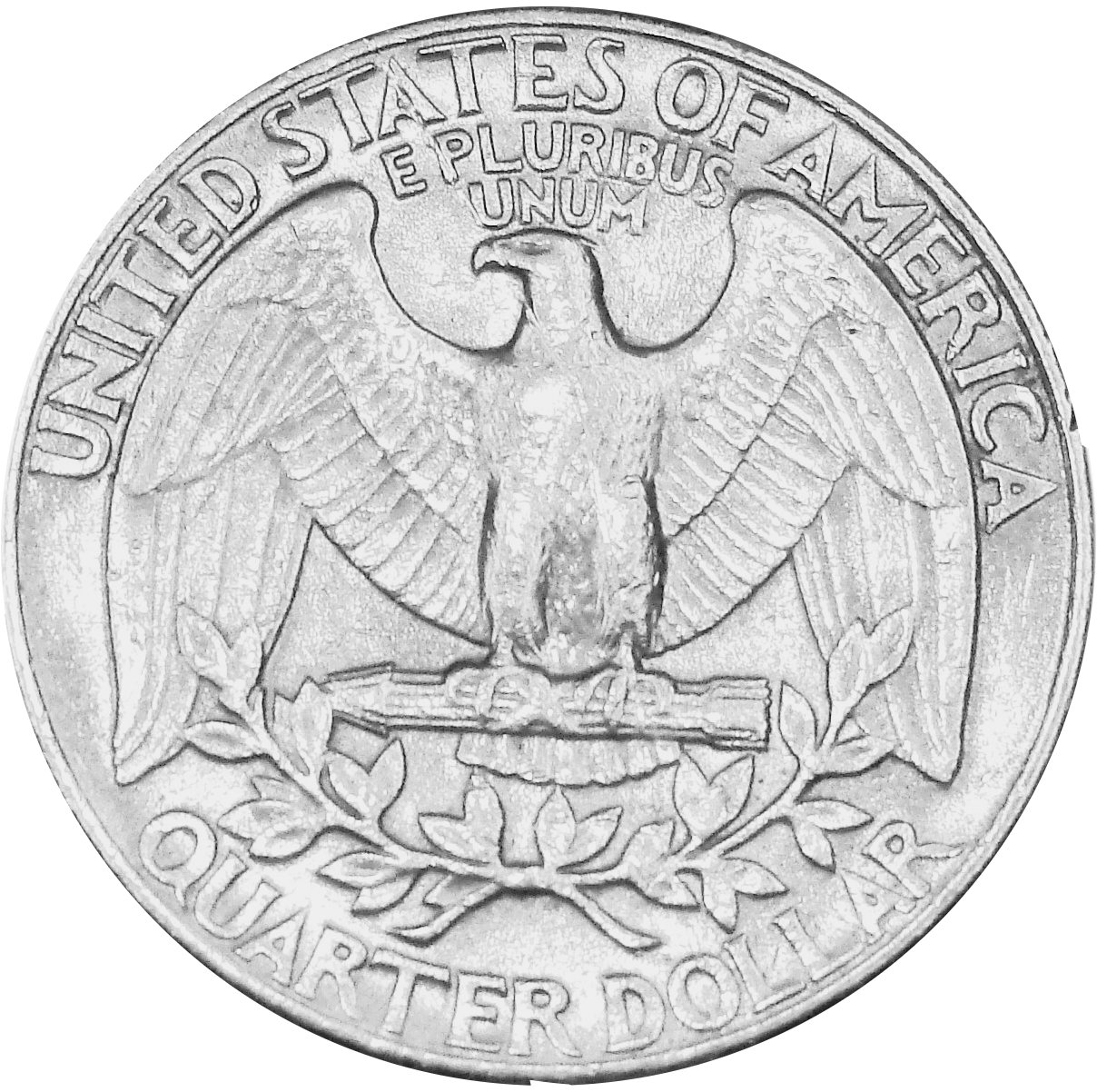
Águila calva en una moneda de un cuarto de dólar
Emblema del departamento de las Fuerzas Aéreas
Bandera de la United States Air Force
NSA
Bandera de Illinois